# Царева църква
Скално-култовият комплекс Царева църква (местните жители я наричат „Царево църкве“) е локализиран на южния склон на Руй планина над село Зелениград (Област Перник). В скалния масив (наричан от местното население „Шилиъ камик“) се намират скално-изсечените църква и килия Царева църква и Цветаново ижле. На западната страна на скалния масив, отвесно спускащ се няколко десетки метра, през Средновековието е изсечена малка църква известна като Царева църква. В близост с нея е изсечена и малка килия, позната под името Цветаново ижле. Двата скални паметника са трудно достъпни и запазени сравнително добре.

## Описание и особености
Антропоморфните и зооморфните форми при скалните масиви Шили и Тупи камък, където са локализирани „Царева църква“ и „Цветановото ижле“, и скално изсечени елементи като ниши и стъпала в скалите предполагат тези съоръжения да са били с някаква култова предназначеност още в праисторическите времена и впоследствие да са преизползвани като светилище от местните древнотракийски племена. На върха на скалния масив Шильи камик има следи от друго култово съоръжение използвано в дълбока древност.
Скалните църкви, макар и рядко са застъпени в Знеполския район, те наследяват в повечето случаи светилища използвани от древните през Каменно-медната и късната Желязна епоха.
Царева църква и Цветаново ижле са изсечени е в естествена пещера в западната отвесна стена на скалния масив Шильи камик. За да се стигне до пещерата първо трябва да се достигне най-горното подножие на масива, откъдето стръмна пътечка се спуска по северния склон на върха в посока на запад. След около двадесетина метра пътеката се разклонява, като до Царева църква се стига по пътеката вляво.
Входът на култовия обект представлява кръгла скална арка с височина около 4 m и основа приблизително 3 m. Очертанията на входа много наподобят на птичи профил. Вътрешността е заета от площадка, разделена от скална форма подобна на олтарна трапеза с плоска повърхност. В дъното на площадката, на изток, има два входа към тесни пещерни тунели. По стената отгоре се наблюдават отвори. Пещерата-църква има голям отвор от запад, откриващ гледка към долината на Знеполе.
В местността Камик, на скалистото възвишение непосредствено до село Зелениград от южните склонове на Руй планина археолозите открили по време на теренни проучвания през 1970-те години праисторическо селище. На платото над високия скален масив се намират фрагменти от праисторическа керамика. Керамиката е тъмносива и кафява, с примеси от пясък. Тя е твърде натрошена и обезличена, но има и фрагменти, които археолозите отнасят към Халщатската и към Латенската епоха.
На около 0,5 km южно от селото в местността Гремагье на площ от около 5 декара археолозите са открили археологически материали от Античността. Днес над терена се намират само незначителни фрагменти от антична строителна и битова керамика, но по данни на местни жители тук в миналото са разкривани части от стени, изградени от ломен камък с хоросанова спойка. В близост се намират и шлака и сгур, останали от интензивен металодобив.
На връх Руй, на около 6.5 km северно от селото в местността Жидовски камик са разкрити останките от антична крепост. Съоръжението е било изградено на най-високата част на планината, южно от върха, в непосредствена близост с него и е било доста мощно. Днес теренът е обрасъл в треви и над терена има само разпилени фрагменти от натрошени каменни квадри. Два от тях са все още запазени In situ. Те са дълги около 2 m и широки 0,90 m и са свързани с метални скоби. Тази крепост е ситуириана на изключителен стратегически пункт. От нея има видимост към цялото Знеполе и Тимошкоморавския басейн и контролът над този голям район от провинция Дакия Медитаранеа е бил много реално реализируем. Тази крепост има пряка връзка със синхроничната ѝ крепост от местността Преслъп (Берайнското селище), която също се намира на билото на планината, на югоизточния склон на връх Руй.
На платото Камик, скален масив от южните склонове на Руй планина, в м. Зад камик, непосредствено над селото е била античната крепост Градище. На самото плато на площ от около 3 дка. през Античността тук е била изградена голяма крепост. Тя е разположена над тесния проход към Дъсчан кладенец – проходът, който е свързвал поречието на Морава със Знеполе, и без съмнение е предназначен за неговата охрана. Днес на терена има само фрагменти от битова и строителна антична керамика, шлака и сгур. В миналото са били запазени над земята и стени, изградени от ломен камък с хоросанова спойка. На терена са откривани долиуми, както и един надгробен паметник с латински надпис, притежание на римски гражданин и два оброчни паметника посветени на Аполон и на Небесните богове притежание на италиец и грък, които датират от II – III век. Археолозите допускат, че тук е имало митническа станция, която е контролирала пътя от Тимошкоморавския басейн за Горна Струма, но по всяка вероятност тя не е била на Градище, а в равнината под Камък. Керамичният материал, датиран от късната античност, вероятно е бил употребен като сполии.
Античната крепост от връх Руй и Античното селище от местността Грамагье са включени в „Списък на паметниците на културата с национално значение на територията на Област Перник“ с Протокол на СОПК от 3 февруари 1972 г.

## Фотогалерия
- Т.нар. „сфинкс“ при Царева църква
- Отвори в скалите при Царева църква
- Царева църква
- Пещера при Царева църква
- Арката при Царева църква
- Входове към пещерите при Царева църква
- Сфинксът
- Изглед към Знеполе от Царева църква
- Стъпала издълбани в скалата при Шилиъ камък (на североизточния скат)
- Скалният масив Шилиь камик
- Скално лице на южната страна на Шилиь камик
- Антропоморфна скала при Царева църква
- Поглед към Знеполе от Шилиь камик
- Изглед към Шилиь и Тупи камик от подножието на масива

## Предания и легенди
Според местно предание, старото селище Зелениград се намирало на по-голяма височина от сегашното село по склоновете на Руй планина и жителите му се черкували в скалната църква. След като било разрушено селището жителите му се преселили по-надолу на „зелено място“ и оттам идва името на селището Зелениград. Една легенда разказва, че в пещерата Царева църква живял цар Иван Шишман, и оттам дошло името „Царева“. Според друга, църквата била сътворена от Царица Теодора, съпругата на цар Иван Александър, след като научила, че царят се е влюбил в девойка на име Сара.

## Опазване и социализация
В пещерата на Царева църква се наблюдават множество иманярски изкопи, но независимо от това, състоянието на обекта е сравнително добро.
През юни месец 2012 г. Сдружение „Пази местата“ предприема акция включваща разчистване на пътеката и на самата църква-светилище, за да може обектът да е значително по-лесно достъпен.
Сдружението набира средства за осъществяване на изготвения от него проект Пътека на поклонника – изграждане на безопасна и устойчива туристическа инфраструктура за посещение на скално-пещерния обект.